# Projecte Montauk

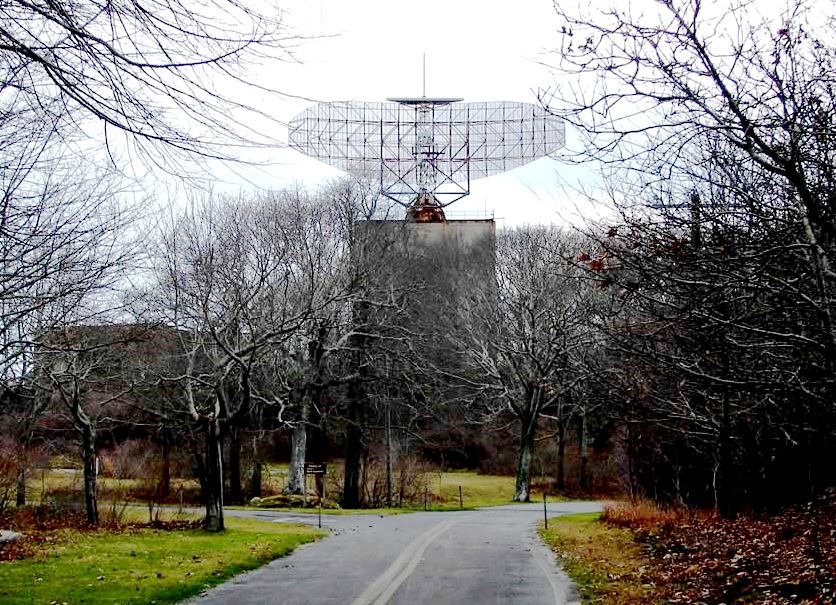
Antena de radar AN/FPS-35 a State Park, Nova York. És una peça clau en la teoria del Projecte Montauk

El Projecte Montauk és una teoria de conspiració que es basa en un suposat projecte secret del govern dels Estats Units dut a terme a Camp Hero o Estació de la Força Aèria de Montauk, a Long Island, amb la finalitat de desenvolupar tècniques de guerra psicològica i recerques exòtiques, incloent viatges en el temps. Jacques Vallée descriu al Projecte Montauk com una conseqüència de l'Experiment Filadèlfia.

## Resum
Les teories conspiratives sobre el Projecte Montauk han circulat des de principis de 1980. Segons l'astrofísic i ufòleg Jacques Vallée, l'Experiment Montauk sembla tenir el seu origen en el relat de Preston Nichols, que va dir haver recuperat records reprimits de la seva pròpia participació.
No existeix una versió definitiva de la història del projecte Montauk, però les més comunes ho descriuen com una extensió o continuació de l'Experiment Filadèlfia, que suposadament va tenir lloc el 1943. Segons els defensors, l'Experiment Filadèlfia suposadament va estar dirigit a fer a l'USS Eldridge (DE-173) invisible al radar, amb resultats desastrosos. Els investigadors supervivents de l'Experiment Filadèlfia es van reunir el 1952-1953 amb l'objectiu de continuar el seu treball anterior sobre la manipulació del "blindatge electromagnètic" que s'hauria utilitzat per fer a l'USS Eldridge invisible al radar i, fins i tot, a l'ull nu, i desitjaven investigar les possibles aplicacions militars de la manipulació del camp magnètic com a mitjà de guerra psicològica.
Versions comunes de la història proposen que, al principi, el projecte va ser rebutjat pel Congrés dels Estats Units, a causa dels dubtes sobre els seus potencials resultats. En canvi, els investigadors van rebre el suport del Departament de Defensa, després de prometre el desenvolupament d'una arma que immediatament podria desencadenar símptomes psicòtics. La teoria de la conspiració es refereix al fet que el finançament provenia d'una gran partida d'or nazi que es trobava en un tren descobert per soldats de EUA prop de la frontera amb Suïssa, a França. Els defensors al·leguen que el tren va ser destruït, i tots els soldats involucrats en el descobriment van ser assassinats com a part de l'encobriment.
Després del finançament del projecte, el treball hauria començat al Brookhaven National Laboratory (BNL) a Long Island, Nova York, sota el nom de "Projecte Phoenix", però el projecte requeria una gran antena de radar. La Força Aèria dels Estats Units tenia una base fora de servei a Montauk, Nova York, no gaire lluny de la BNL, que tenia una completa instal·lació de radar SAGE. El lloc era gran i remot, amb la localitat de Montauk encara no convertida en una atracció turística. L'accés a l'aigua suposadament permetia que els equips que es moguessin dins i fora no fossin detectats. Clau per a les al·legacions al Projecte Montauk és el radar SAGE, que treballava en una freqüència de 400 - 425 MHz, proporcionant accés a la gamma de 410 - 420 MHz, freqüències que, segons els defensors de la teoria, repercuteixen patològicament en el sistema nerviós humà.
No obstant això, Montauk AFS es va mantenir en funcionament fins al 1981. El lloc va ser obert al públic el 18 de setembre de 2002. La torre del radar s'ha col·locat en el Registre Estatal i Nacional de Llocs Històrics. Hi ha plans per a un museu, centrat en la Segona Guerra Mundial i en la història de la Guerra Freda.

## Participació de Nichols a Montauk
Algunes fonts informen que Nichols afirma haver treballat en el Projecte Montauk i només ho recorda mitjançant la recuperació de memòries reprimides. D'altres sostenen que creu que és raptat periòdicament per continuar la seva participació contra la seva voluntat. La majoria categoritza l'obra de Nichols com "ficció especulativa" i " ciència-ficció ".